# Pero iraza
Pero iraza là một loài bướm đêm trong họ Geometridae.